# Frank Ferrer
Frank Ferrer (New York, 25 marzo 1966) è un batterista statunitense.
Dall'ottobre del 2006 fino al marzo del 2025 è stato membro ufficiale dei Guns N' Roses, dopo aver sostituito il batterista Bryan Mantia in numerose occasioni durante i vari concerti in Europa. Ferrer ha fatto anche parte del gruppo The Psychedelic Furs, ed è stato nei Love Spit Love. È stato in studio di registrazione con artisti come The Beautiful, Robi Draco Rosa e Sarah Clifford.
Nel marzo del 2007 Ferrer è stato confermato batterista ufficiale dei Guns N' Roses, dal chitarrista Ron "Bumblefoot" Thal. Invece il batterista precedente, Bryan Mantia, ha lasciato la band.

## Discografia selezionata
- The Beautiful EP (Giant/Warner Bros.) Sept.1990
- The Beautiful, Storybook (Giant/Warner Bros.) March 1992
- Love Spit Love (Imago/BMG) Sept.1994
- The The, Naked Self (Interscope) Feb.2000
- Please, Here It Comes Again from Empire Records Soundtrack 1995
- Love Spit Love, How Soon Is Now from The Craft Soundtrack 1996
- Rebecca Blasband (Mercury) March 1997
- Love Spit Love, Trysome Eatone (Maverick/Warner Bros.) Sept.1997
- Honky Toast, Whatcha Gonna Do Honky? (550/Epic) March 1999
- Robi "Draco" Rosa, Libertad Del Alma (Sony Discos) Sept. 2001
- Gordon Gano, Hitting The Ground (Instinct) Sept. 2001
- Robi "Draco" Rosa, MAD LOVE (Columbia) April 2004
- Jive Jones (EMI) Jan. 2004
- Cantinero (Artemis) June 2004
- Sarah Clifford (Universal Europe) scheduled release mid-2006
- Gordon Gano/Ryan Bros. recorded Jan. 2006

## Concerti
- The Beautiful	USA
- Love Spit Love		USA/EUROPE
- Rebecca Blasband 	USA
- Robi"Draco"Rosa	Latin America/Puerto Rico/USA
- Doro Pesch		Germany
- Psychedelic Furs	USA/Canada/UK
- Gordon Gano USA
- Guns N' Roses Europe/UK (Subbing for Bryan "Brain" Mantia)
- Guns N' Roses North America (as official touring member)

## Sessioni dal vivo
- Tool – August 15, 2002 – Continental Arena, NJ. Second drummer on "Triad".
- Tool – August 2, 2009 – All Points West festival, NJ. Second drummer on "Lateralus".
- Wyclef Jean – Reggae Sunsplash 1999
- Tommy Stinson (Guns N' Roses/Replacements) – Series of shows in 2004 featuring Richard Fortus (Guns N' Roses)
- Frank Black/Gordon Gano – October 11, 2003 Troubadour, LA
- Thunderchucker Records – inception October 2004 New York, NY
- Perry Farrell - live show at HIRO, NYC fashion week 2005

## Strumenti
- GMS Drums
- Vic Firth drumsticks